# Championnat de France de rugby à XV 1892
Navigation
1892-1893
Le premier championnat de France de rugby à XV est organisé en 1892, sous le nom de « championnat interclubs de football-rugby » à l'initiative de l'USFSA et du magazine des Sports Athlétiques.
Un appel à candidature est lancé le 5 mars avec pour butoir le 8 mars. Compte tenu de la diffusion encore faible du rugby en France et du court laps de temps, seules deux équipes parisiennes posent leur candidature et accèdent directement à la finale, dont la date est avancée du 3 avril au 20 mars.

Les clubs du Racing club de France et du Stade français s'affrontent sur la pelouse de Bagatelle, située dans le bois de Boulogne, lors d'un match arbitré par le baron Pierre de Coubertin.
En première mi-temps, les Stadistes ouvrent le score par Louis Dedet qui, profitant d'un mauvais dégagement 
Le match est remporté 4 à 3 par le Racing Club de France, soit un essai, un but et un tenu derrière la ligne contre un essai et un but. Lors du cocktail protocolaire qui s'ensuit, le capitaine du Racing Carlos Gonzalez de Candamo se voit remettre le Bouclier de Brennus.

## Récit et feuille de match de la finale
En première mi-temps, les Stadistes ouvrent le score par Louis Dedet qui, profitant d'un mauvais dégagement d'Alexandre Sienkiewicz, marque un essai, transformé par George Dobree.
En seconde mi-temps, le Stade Français a plusieurs fois l'occasion de creuser l'écart, mais c'est Adolphe de Palisseaux qui permet au Racing d'égaliser avec la transformation du capitaine Carlos de Candamo. Il reste cinq minutes à jouer. L'arrière stadiste Louis Venot fait un en-avant à proximité de sa ligne. Le pack du Racing, qui termine en trombe, oblige Henri Armand à récupérer le ballon en catastrophe derrière sa mêlée. Serré de près, il se fait plaquer dans son en-but. Selon la règle, ce tenu compte un point et procure un avantage au Racing. Ultime rebondissement, l'arbitre, Pierre de Coubertin, accorde un but au Stade Français, loin mais face aux poteaux. Dobree le manque d'un souffle. Le Racing club de France remporte la finale 4-3.
| Finalistes            | Racing club de France - Stade français |
| Score                 | 4 - 3 (mt : 0-3) |
| Date                  | 20 mars 1892 |
| Heure                 | 14 h 55 |
| Stade                 | Pelouse de Bagatelle, 3000 spectateurs |
| Arbitre               | baron Pierre de Coubertin |
| Les équipes           | |
| Racing club de France | Titulaires : James Thorndike, Georges Duchamps, Ferdinand Wiet, Carlos Gonzalez de Candamo (cap.), Gaspar Gonzalez de Candamo, (o) Frantz Reichel, (m) Maurice Ravidat,, Henri Moitessier, Adolphe de Pallisseaux, C. d'Este, Alexandre Sienkiewicz, Paul Blanchet, René Cavally, Charles Thorndike, L. Pujol. |
| Stade français        | Titulaires : L. Venot, Munier, Adrien Pauly, Pierre de Pourtalès, Pierre Dobrée, (o) Henri Amand, (m) Albert de Joannis, Courtney Heywood (cap.), Félix Herbet, Frédéric Frank-Puaux, W. Braddon, Louis Dedet, Edouard Bourcier Saint-Chaffray, Pierre Garcet de Vauresmont, Paul Dedet.                       |
| Points marqués        | |
| Racing club de France | 1 essai de Pallisseaux (1 point), 1 transformation de Gaspar de Candamo (2 points), 1 tenu en but de Reichel (1 point). |
| Stade français        | 1 essai de Louis Dedet, 1 transformation de Dobrée. |

## Galerie
Dessins de Louis Lucien Faure-Dujarric :

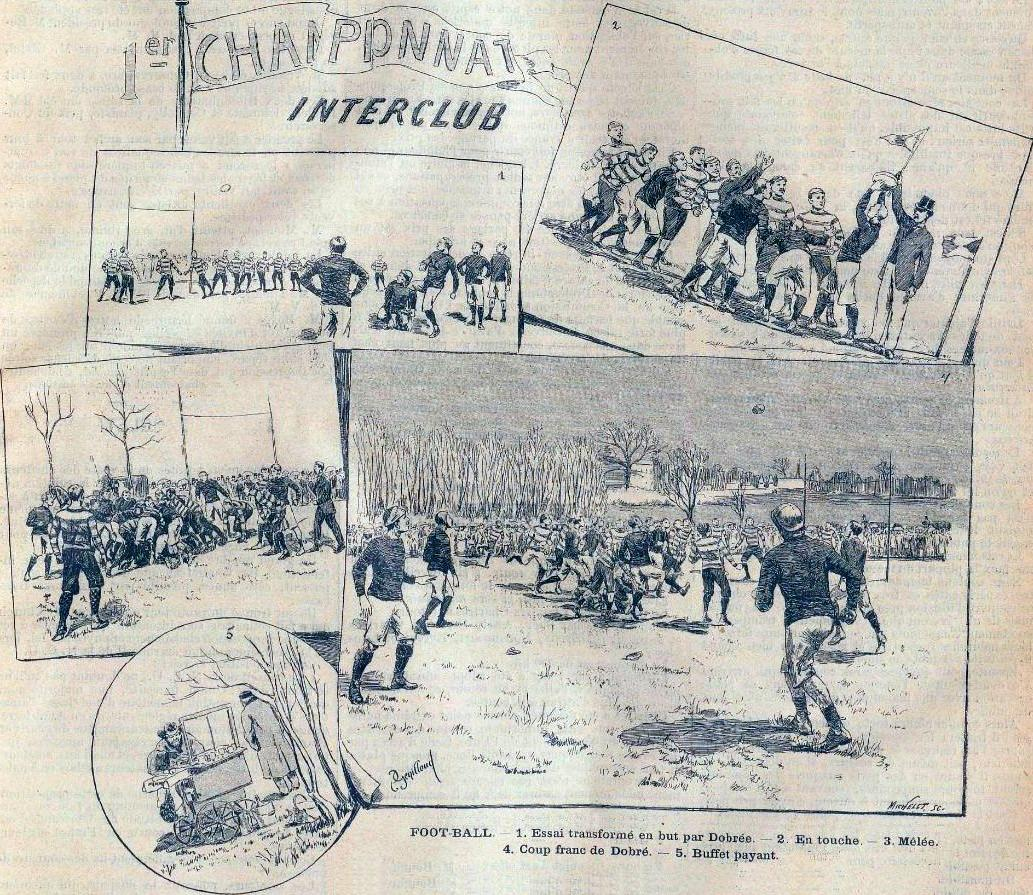
Finale du premier championnat de France de rugby à XV en 1892.
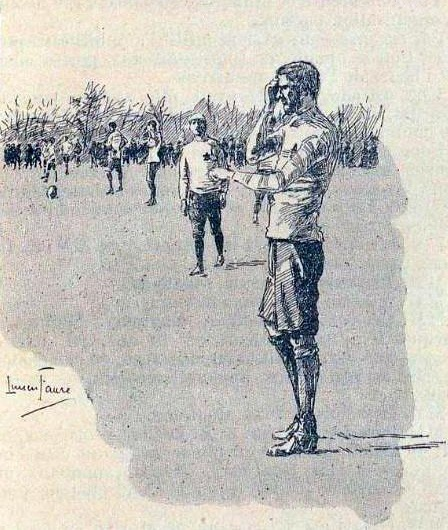
Une autre phase du match.
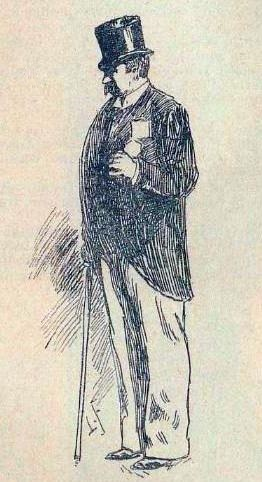
L'arbitre, Monsieur le baron Pierre de Coubertin.